# Eremurus
Eremurus es un género con 60 especies aceptadas, de las 95 descritas, de plantas bulbosas perteneciente a la familia Xanthorrhoeaceae.

## Descripción
Son plantas perennes caducas. La inflorescencia es similar a un pico o un cepillo de botella. Compuesta de muchas flores color cobre,  amarillo brillante,  blanco nieve, pastel, rosa, naranja o cualquier combinación de estos colores. Las hojas crecen en mechones de delgadas y verdes tiras. Las especies son conocidas por sus gruesas raíces que crecen fuera de un eje central. 
También es conocido por su altura, que a veces supera los 2 m sobre el follaje, dependiendo de la variedad.

## Distribución
Nativas de Asia occidental y central, desde Pakistán a Mongolia, y de Crimea.

## Especies seleccionadas
- Eremurus afghanicus Gilli
- Eremurus aitchisonii Baker ex Aitch.
- Eremurus alaicus Khalk.
- Eremurus alberti Regel
- Eremurus bactrianus Wendelbo
- Eremurus himalaicus Baker
- Eremurus regelii Vved.
- Eremurus robustus (Regel) Regel
- Eremurus stenophyllus (Boiss. & Buhse) Baker
- Eremurus tauricus Weinm.
- Eremurus thiodanthus Juz.
- Eremurus wallii Rech.f.